# پژو ۵۰۸
پژو ۵۰۸ یک خودروی اندازه متوسط است که تولید آن از سال ۲۰۱۱ آغاز شده‌است و دارای نسخه‌های استیشن و کراس اوور چهار چرخ متحرک با فناوری HYbrid4 است.

این خودرو بر اساس کانسپت پژو SR1 که در سال ۲۰۱۰ در نمایشگاه خودرو ژنو رونمایی شد طراحی و توسعه یافته‌است. این خودرو رقیب مستقیم برای خودروهایی نظیر آئودی ای۴، ولوو ایکس‌سی۷۰، فولکس‌واگن پاسات و ب‌ام‌و سری ۳ در بازار اروپا محسوب می‌شود.

## نسل اول (۲۰۱۱–۲۰۱۸)

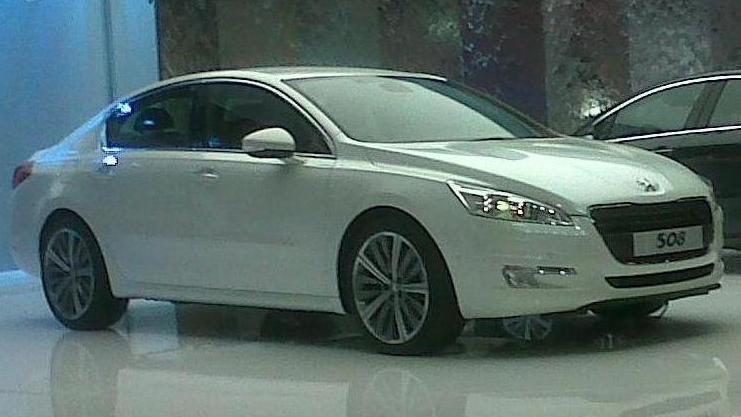
پژو ۵۰۸ نسل اول

این خودرو به عنوان جایگزین پژو ۴۰۷ و خودروی شرکتی پژو ۶۰۷ معرفی شد و با سیتروئن سی۵ نسل دوم دارای پلت‌فرم و برخی قطعات مشترک است. این دو خودرو در خطوط تولید مشترک در شهر رن فرانسه و ووهان چین تولید می‌شوند که خودروهای تولیدی در چین، ویژه بازار داخلی چین بوده و کارکرد صادراتی ندارد. در پایان سال ۲۰۱۴، پژو نسل دوم ۵۰۸ را معرفی کرد که در چهره، فناوری‌های استفاده شده در خودرو و موتورهای استفاده شده در آن تغییرات فراوانی مشاهده می‌شود. از جمله آن‌ها می‌توان به چراغ‌های جلو مجهز به فناوری FULL LED و معرفی نسخهٔ چهار چرخ متحرک با فناوری HYbrid4 اشاره کرد.

### جوایز
پژو ۵۰۸ جوایز متعدد فراوانی دریافت کرده‌است که از آنها می‌توان به خودروی سال ۲۰۱۱ در اسپانیا، بهترین خودروی اندازه متوسط سال ۲۰۱۱ برای جادار بودن و داشتن تجهیزات کامل برای سرنشینان، کیفیت ساخت عالی در بین رقیبان و بهترین مصرف سوخت در کلاس خود و بهترین خودروی سایز متوسط وارداتی سال ۲۰۱۱ از دید مجله آلمانی Auto Zeitung اشاره نمود.

### ایمنی
پژو ۵۰۸ در سال ۲۰۱۱ توسط مؤسسه یورو ان‌سی‌ای‌پی مورد تست تصادف قرار گرفت و توانست ۵ ستاره از ۵ ستاره ایمنی در تصادفات را کسب کند که شامل ۹۰٪ ایمنی برای سرنشینان، ۸۷٪ ایمنی کودکان، ۴۱٪ عابرین پیاده و ۹۷٪ در بخش ایمنی خودرو قبل از تصادف می‌شود.
| نتایج تست پژو ۵۰۸                           |     |
| امتیاز مجموع کسب شده از مؤسسه یورو ان‌سی‌ای‌پی |     |
| حفاظت از سرنشینان                           | ۹۰٪ |
| ایمنی کودک                                  | ۸۷٪ |
| حفاظت از عابر پیاده                         | ۴۱٪ |
| ایمنی فعال                                  | ۹۷٪ |

### آمار فروش
| سال  | فروش    | سال  | فروش   |
| ---- | ------- | ---- | ------ |
| ۲۰۱۰ | ۱٬۴۰۰   | ۲۰۱۴ | ۷۷٬۹۵۸ |
| ۲۰۱۱ | ۱۲۴٬۱۵۰ | ۲۰۱۵ | ۶۷٬۹۶۲ |
| ۲۰۱۲ | ۱۲۱٬۶۶۲ | ۲۰۱۶ | ۵۰٬۴۶۹ |
| ۲۰۱۳ | ۸۹٬۴۹۲  | ۲۰۱۷ | ۲۳٬۸۸۸ |

### موتورها
تمامی نسخه‌های پژو ۵۰۸ (به جز نسخه‌های مخصوص بازار چین) به سامانه S&S = STOP and START (سامانه استاپ/استارت) مجهز هستند. پژو ۵۰۸ در ایران، با پیشرانه ۱٫۶ لیتری توربو EP6 FDT دارای قدرت ۱۶۵ اسب بخار در دور موتور ۶۰۰۰ دور بر دقیقه و با حداکثر گشتاور ۲۴۰ نیوتون-متر که در دور موتور ۱۴۰۰ دور بر دقیقه حاصل می‌شود، ارائه می‌گردد.
| موتورهای بنزینی |                         |                                                    | | |            |                                                                               |           |              |                           |
| مدل موتور       | نوع موتور               | حجم موتور (cc)                                     | قدرت | گشتاور                                                                                                | شتاب ۰–۱۰۰ | نهایت سرعت                                                                    | گیربکس    | آلایندگی CO2 | سال تولید                 |
| EP6             | خطی ۴ سیلندر            | ۱٬۵۹۸ سانتی‌متر مکعب (۹۷٫۵ اینچ مکعب)               | ۱۲۰ اسب بخار متری (۸۸ کیلووات؛ ۱۱۸ اسب بخار) در ۶۰۰۰ rpm                                                                   | ۱۶۰ نیوتن متر (۱۱۸ پوند نیرو-فوت) در ۴۲۵۰ rpm                                                         | ۱۱٫۵       | ۲۰۳ کیلومتر بر ساعت (۱۲۶ مایل بر ساعت)                                        | ETG6      | ۱۴۴ g/km     | از ۲۰۱۱ تا ۲۰۱۴           |
| EP6 CDT         | خطی ۴ سیلندر توربو      | ۱٬۵۹۸ سانتی‌متر مکعب (۹۷٫۵ اینچ مکعب)               | ۱۵۶ اسب بخار متری (۱۱۵ کیلووات؛ ۱۵۴ اسب بخار) در ۶۰۰۰ rpm                                                                  | ۲۴۰ نیوتن متر (۱۷۷ پوند نیرو-فوت) در ۱۴۰۰ rpm                                                         | ۸٫۶/۹٫۲    | ۲۲۲ کیلومتر بر ساعت (۱۳۸ مایل بر ساعت)/۲۲۰ کیلومتر بر ساعت (۱۳۷ مایل بر ساعت) | BVM6/ETG6 | ۱۴۴/۱۶۴ g/km | از ۲۰۱۱ تا ۲۰۱۴           |
| EP6 FDT         | خطی ۴ سیلندر توربو      | ۱٬۵۹۸ سانتی‌متر مکعب (۹۷٫۵ اینچ مکعب)               | ۱۶۵ اسب بخار متری (۱۲۱ کیلووات؛ ۱۶۳ اسب بخار) در ۶۰۰۰ rpm                                                                  | ۲۴۰ نیوتن متر (۱۷۷ پوند نیرو-فوت) در ۱۴۰۰ rpm                                                         | ۸٫۶/۸٫۹    | ۲۲۲ کیلومتر بر ساعت (۱۳۸ مایل بر ساعت)/۲۲۰ کیلومتر بر ساعت (۱۳۷ مایل بر ساعت) | BVM6/EAT6 | ۱۳۴/۱۳۴ g/km | از ۲۰۱۴                   |
| EP8 FDTM        | خطی ۴ سیلندر توربو      | ۱٬۷۵۱ سانتی‌متر مکعب (۱۰۶٫۹ اینچ مکعب)              | ۲۰۴ اسب بخار متری (۱۵۰ کیلووات؛ ۲۰۱ اسب بخار) در ۵۵۰۰ rpm                                                                  | ۲۸۰ نیوتن متر (۲۰۷ پوند نیرو-فوت) در ۱۴۰۰ rpm                                                         | ۸٫۲        | ۲۳۰ کیلومتر بر ساعت (۱۴۳ مایل بر ساعت)                                        | EAT6      | نامشخص       | از ۲۰۱۵ (مخصوص بازار چین) |
| EW10 A          | خطی ۴ سیلندر            | ۱٬۹۹۷ سانتی‌متر مکعب (۱۲۱٫۹ اینچ مکعب)              | ۱۴۷ اسب بخار متری (۱۰۸ کیلووات؛ ۱۴۵ اسب بخار) در ۶۰۰۰ rpm                                                                  | ۲۰۰ نیوتن متر (۱۴۸ پوند نیرو-فوت) در ۴۰۰۰ rpm                                                         | نامشخص     | ۲۰۰ کیلومتر بر ساعت (۱۲۴ مایل بر ساعت)                                        | EAT6      | نامشخص       | از ۲۰۱۱ (مخصوص بازار چین) |
| EW12            | خطی ۴ سیلندر            | ۲٬۲۵۳ سانتی‌متر مکعب (۱۳۷٫۵ اینچ مکعب)              | ۱۷۱ اسب بخار متری (۱۲۶ کیلووات؛ ۱۶۹ اسب بخار) در ۵۸۷۵ rpm                                                                  | ۲۳۰ نیوتن متر (۱۷۰ پوند نیرو-فوت) در ۴۱۵۰ rpm                                                         | ۱۱٫۲       | ۲۱۰ کیلومتر بر ساعت (۱۳۰ مایل بر ساعت)                                        | EAT6      | نامشخص       | از ۲۰۱۱ (مخصوص بازار چین) |
| موتورهای دیزلی  |                         |                                                    | | |            |                                                                               |           |              |                           |
| DV6 TED4        | ۴ سیلندر خطی توربو دیزل | ۱٬۵۶۰ سانتی‌متر مکعب (۹۵ اینچ مکعب)                 | ۱۱۲ اسب بخار متری (۸۲ کیلووات؛ ۱۱۰ اسب بخار) در ۳۶۰۰ rpm                                                                   | ۲۴۰ نیوتن متر (۱۷۷ پوند نیرو-فوت) در ۱۵۰۰ rpm                                                         | ۱۱٫۳       | ۱۹۰ کیلومتر بر ساعت (۱۱۸ مایل بر ساعت)                                        | BVM5      | ۱۲۴ g/km     | از ۲۰۱۱ تا ۲۰۱۲           |
| DV6 CTED4       | ۴ سیلندر خطی توربو دیزل | ۱٬۵۶۰ سانتی‌متر مکعب (۹۵ اینچ مکعب)                 | ۱۱۲ اسب بخار متری (۸۲ کیلووات؛ ۱۱۰ اسب بخار) در ۳۶۰۰ rpm                                                                   | ۲۷۰ نیوتن متر (۱۹۹ پوند نیرو-فوت) در ۱۷۵۰ rpm                                                         | ۱۱٫۹       | ۱۶۵ کیلومتر بر ساعت (۱۰۳ مایل بر ساعت)                                        | ETG6      | ۱۱۵ g/km     | از ۲۰۱۱ تا ۲۰۱۲           |
| DV6 C           | ۴ سیلندر خطی توربو دیزل | ۱٬۵۶۰ سانتی‌متر مکعب (۹۵ اینچ مکعب)                 | ۱۱۵ اسب بخار متری (۸۵ کیلووات؛ ۱۱۳ اسب بخار) در ۳۶۰۰ rpm                                                                   | ۲۴۰ نیوتن متر (۱۷۷ پوند نیرو-فوت) در ۱۵۰۰ rpm                                                         | ۱۱٫۳       | ۱۹۰ کیلومتر بر ساعت (۱۱۸ مایل بر ساعت)                                        | BVM6      | ۱۱۴ g/km     | از ۲۰۱۲ تا ۲۰۱۴           |
| DV6 C           | ۴ سیلندر خطی توربو دیزل | ۱٬۵۶۰ سانتی‌متر مکعب (۹۵ اینچ مکعب)                 | ۱۱۵ اسب بخار متری (۸۵ کیلووات؛ ۱۱۳ اسب بخار) در ۳۶۰۰ rpm                                                                   | ۲۴۰ نیوتن متر (۱۷۷ پوند نیرو-فوت) در ۱۵۰۰ rpm                                                         | ۱۱٫۶       | ۲۰۰ کیلومتر بر ساعت (۱۲۴ مایل بر ساعت)                                        | BVM6      | ۱۰۹ g/km     | از ۲۰۱۲ تا ۲۰۱۴           |
| DV6 C           | ۴ سیلندر خطی توربو دیزل | ۱٬۵۶۰ سانتی‌متر مکعب (۹۵ اینچ مکعب)                 | ۱۱۵ اسب بخار متری (۸۵ کیلووات؛ ۱۱۳ اسب بخار) در ۳۶۰۰ rpm                                                                   | ۲۷۰ نیوتن متر (۱۹۹ پوند نیرو-فوت) در ۱۷۵۰ rpm                                                         | ۱۱٫۹       | ۱۹۷ کیلومتر بر ساعت (۱۲۲ مایل بر ساعت)                                        | ETG6      | ۱۰۴ g/km     | از ۲۰۱۲ تا ۲۰۱۴           |
| DV6 FCTED       | ۴ سیلندر خطی توربو دیزل | ۱٬۵۶۰ سانتی‌متر مکعب (۹۵ اینچ مکعب)                 | ۱۲۰ اسب بخار متری (۸۸ کیلووات؛ ۱۱۸ اسب بخار) در ۳۶۰۰ rpm                                                                   | ۳۰۰ نیوتن متر (۲۲۱ پوند نیرو-فوت) در ۱۷۵۰ rpm                                                         | ۱۱/۱۱      | ۲۰۱ کیلومتر بر ساعت (۱۲۵ مایل بر ساعت)/۲۰۲ کیلومتر بر ساعت (۱۲۶ مایل بر ساعت) | BVM6/EAT6 | ۹۹/۱۰۲ g/km  | از ۲۰۱۵                   |
| DW10 BTED4      | ۴ سیلندر خطی توربو دیزل | ۱٬۹۹۷ سانتی‌متر مکعب (۱۲۱٫۹ اینچ مکعب)              | ۱۳۶ اسب بخار متری (۱۰۰ کیلووات؛ ۱۳۴ اسب بخار) در ۴۰۰۰ rpm                                                                  | ۳۲۰ نیوتن متر (۲۳۶ پوند نیرو-فوت) در ۲۰۰۰ rpm                                                         | ۱۰٫۱       | ۲۱۰ کیلومتر بر ساعت (۱۳۰ مایل بر ساعت)                                        | BVM6      | ۱۲۰ g/km     | از ۲۰۱۱ تا ۲۰۱۴           |
| DW10 BTED4      | ۴ سیلندر خطی توربو دیزل | ۱٬۹۹۷ سانتی‌متر مکعب (۱۲۱٫۹ اینچ مکعب)              | ۱۳۶ اسب بخار متری (۱۰۰ کیلووات؛ ۱۳۴ اسب بخار) در ۴۰۰۰ rpm                                                                  | ۳۷۰ نیوتن متر (۲۷۳ پوند نیرو-فوت) در ۲۰۰۰ rpm                                                         | ۱۰٫۱       | ۲۱۰ کیلومتر بر ساعت (۱۳۰ مایل بر ساعت)                                        | BVM6      | ۱۰۵ g/km     | از ۲۰۱۴                   |
| DW10 BTED4E5    | ۴ سیلندر خطی توربو دیزل | ۱٬۹۹۷ سانتی‌متر مکعب (۱۲۱٫۹ اینچ مکعب)              | ۱۴۰ اسب بخار متری (۱۰۳ کیلووات؛ ۱۳۸ اسب بخار) در ۴۰۰۰ rpm                                                                  | ۳۲۰ نیوتن متر (۲۳۶ پوند نیرو-فوت) در ۲۰۰۰ rpm                                                         | ۹٫۸        | ۲۱۰ کیلومتر بر ساعت (۱۳۰ مایل بر ساعت)                                        | BVM6      | ۱۱۵ g/km     | از ۲۰۱۱ تا ۲۰۱۴           |
| DW10 FDTED4     | ۴ سیلندر خطی توربو دیزل | ۱٬۹۹۷ سانتی‌متر مکعب (۱۲۱٫۹ اینچ مکعب)              | ۱۵۰ اسب بخار متری (۱۱۰ کیلووات؛ ۱۴۸ اسب بخار) در ۴۰۰۰ rpm                                                                  | ۳۷۰ نیوتن متر (۲۷۳ پوند نیرو-فوت) در ۲۰۰۰ rpm                                                         | ۸٫۹        | ۲۱۰ کیلومتر بر ساعت (۱۳۰ مایل بر ساعت)                                        | BVM6      | ۱۰۵ g/km     | از ۲۰۱۴                   |
| DW10 CTED4      | ۴ سیلندر خطی توربو دیزل | ۱٬۹۹۷ سانتی‌متر مکعب (۱۲۱٫۹ اینچ مکعب)              | ۱۶۳ اسب بخار متری (۱۲۰ کیلووات؛ ۱۶۱ اسب بخار) در ۳۷۵۰ rpm                                                                  | ۳۴۰ نیوتن متر (۲۵۱ پوند نیرو-فوت) در ۲۰۰۰ rpm                                                         | ۸٫۶/۹٫۲    | ۲۲۶ کیلومتر بر ساعت (۱۴۰ مایل بر ساعت)/۲۲۵ کیلومتر بر ساعت (۱۴۰ مایل بر ساعت) | BVM6/EAT6 | ۱۱۹/۱۴۹ g/km | از ۲۰۱۱ تا ۲۰۱۴           |
| DW10 FCTED4     | ۴ سیلندر خطی توربو دیزل | ۱٬۹۹۷ سانتی‌متر مکعب (۱۲۱٫۹ اینچ مکعب)              | ۱۸۰ اسب بخار متری (۱۳۲ کیلووات؛ ۱۷۸ اسب بخار) در ۳۷۵۰ rpm                                                                  | ۴۰۰ نیوتن متر (۲۹۵ پوند نیرو-فوت) در ۲۰۰۰ rpm                                                         | ۸٫۶        | ۲۳۰ کیلومتر بر ساعت (۱۴۳ مایل بر ساعت)                                        | EAT6      | ۱۱۱ g/km     | از ۲۰۱۴                   |
| DW12 C          | ۴ سیلندر خطی توربو دیزل | ۲٬۱۷۹ سانتی‌متر مکعب (۱۳۳٫۰ اینچ مکعب)              | ۲۰۴ اسب بخار متری (۱۵۰ کیلووات؛ ۲۰۱ اسب بخار) در ۳۵۰۰ rpm                                                                  | ۴۵۰ نیوتن متر (۳۳۲ پوند نیرو-فوت) در ۲۰۰۰ rpm                                                         | ۸٫۲        | ۲۳۴ کیلومتر بر ساعت (۱۴۵ مایل بر ساعت)                                        | EAT6      | ۱۵۰ g/km     | از ۲۰۱۱                   |
| موتور هیبرید    |                         |                                                    | | |            |                                                                               |           |              |                           |
| HYbrid4         | هیبرید                  | ۱٬۹۹۷ سانتی‌متر مکعب (۱۲۱٫۹ اینچ مکعب) + موتور برقی | ۱۶۳ اسب بخار متری (۱۲۰ کیلووات؛ ۱۶۱ اسب بخار) در دور موتور ۳۷۵۰ + ۳۷ اسب بخار متری (۲۷ کیلووات؛ ۳۶ اسب بخار) از موتور برقی | ۳۰۰ نیوتن متر (۲۲۱ پوند نیرو-فوت) در دور موتور ۱۷۵۰ + ۲۰۰ نیوتن متر (۱۴۸ پوند نیرو-فوت) از موتور برقی | ۸٫۶        | ۲۱۰ کیلومتر بر ساعت (۱۳۰ مایل بر ساعت)                                        | ETG6      | ۸۵ g/km      | از ۲۰۱۲                   |

## نسل دوم (۲۰۱۸–اکنون)

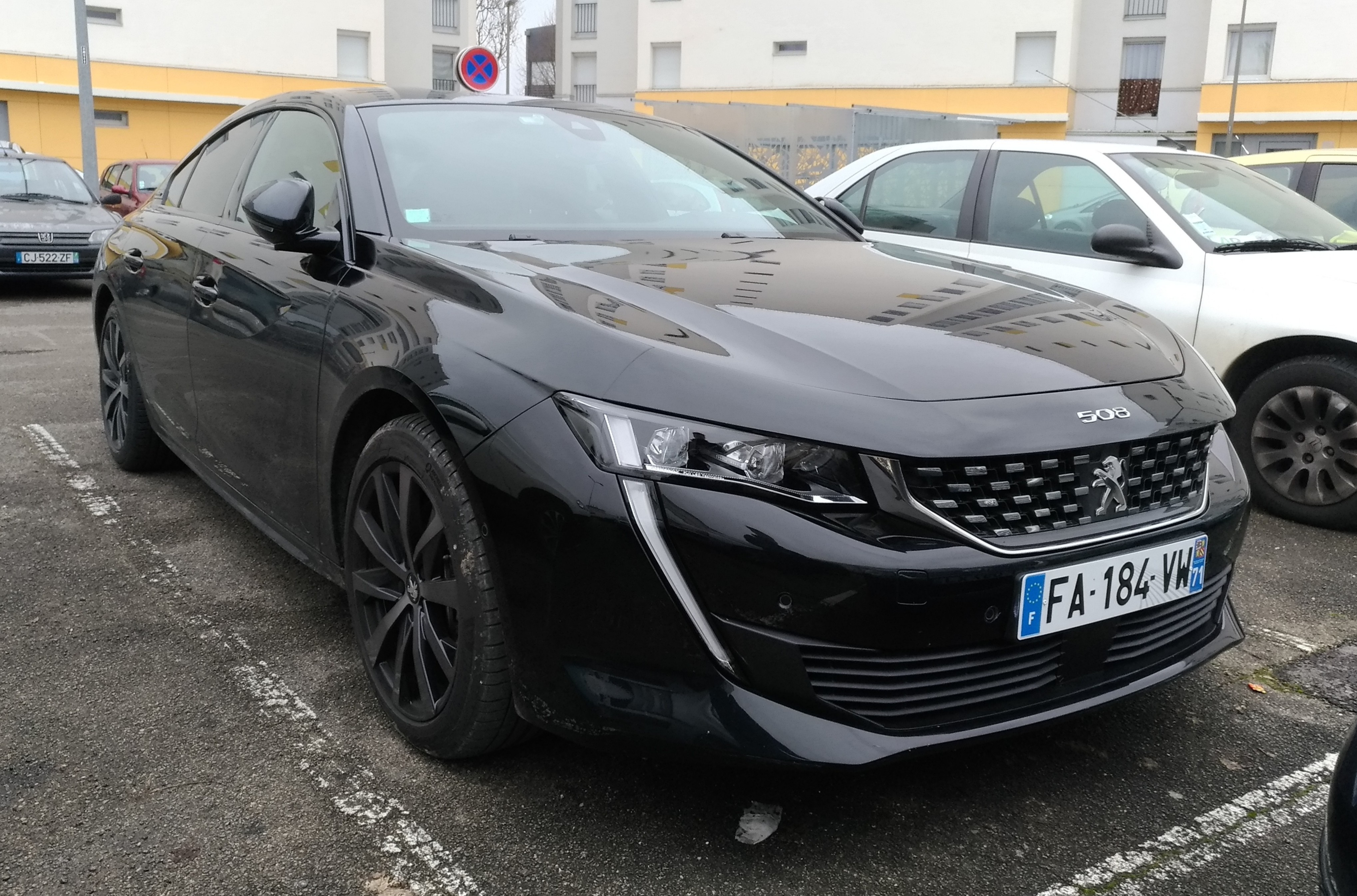
نمای جلو
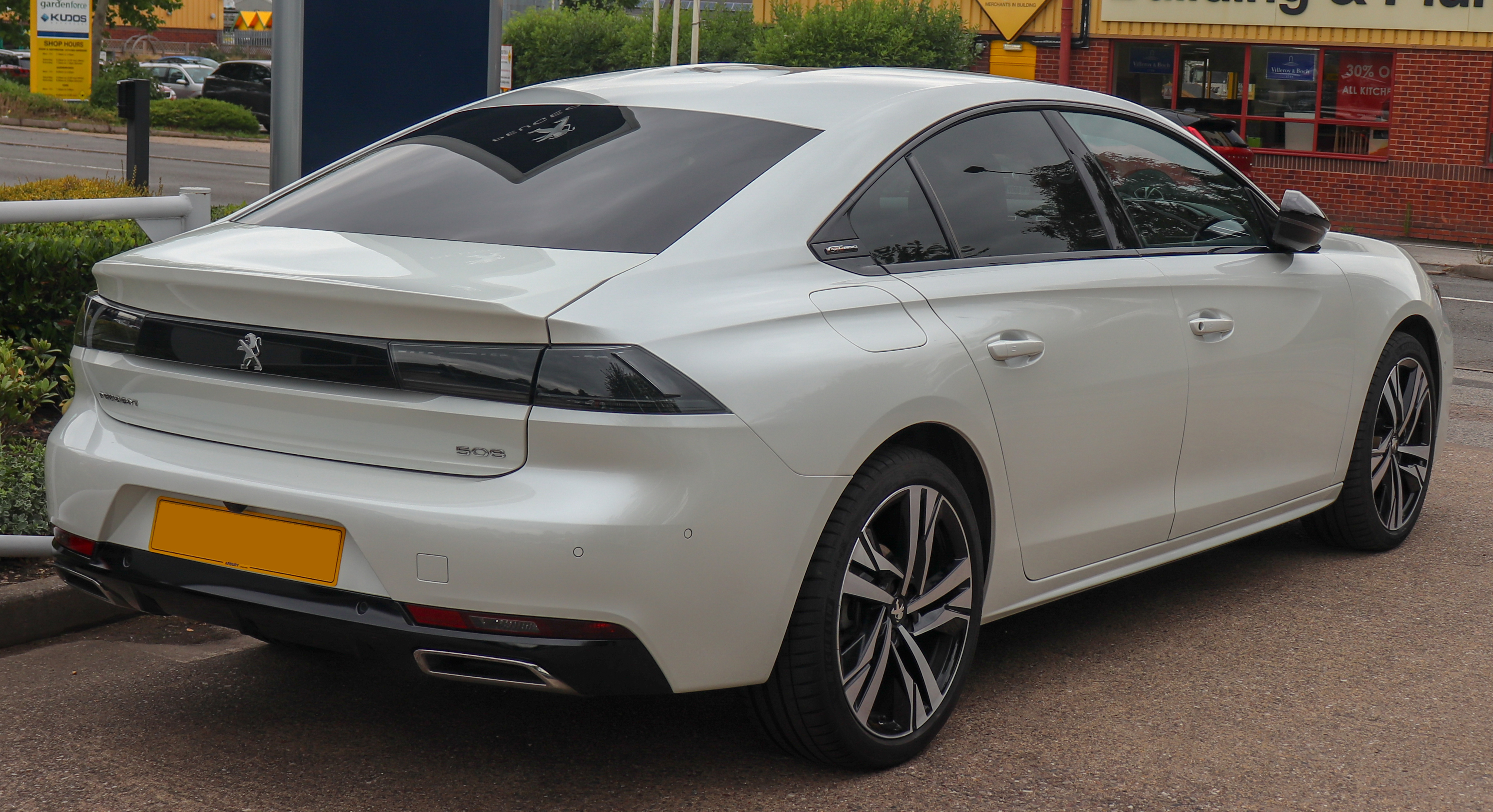
نمای پشت
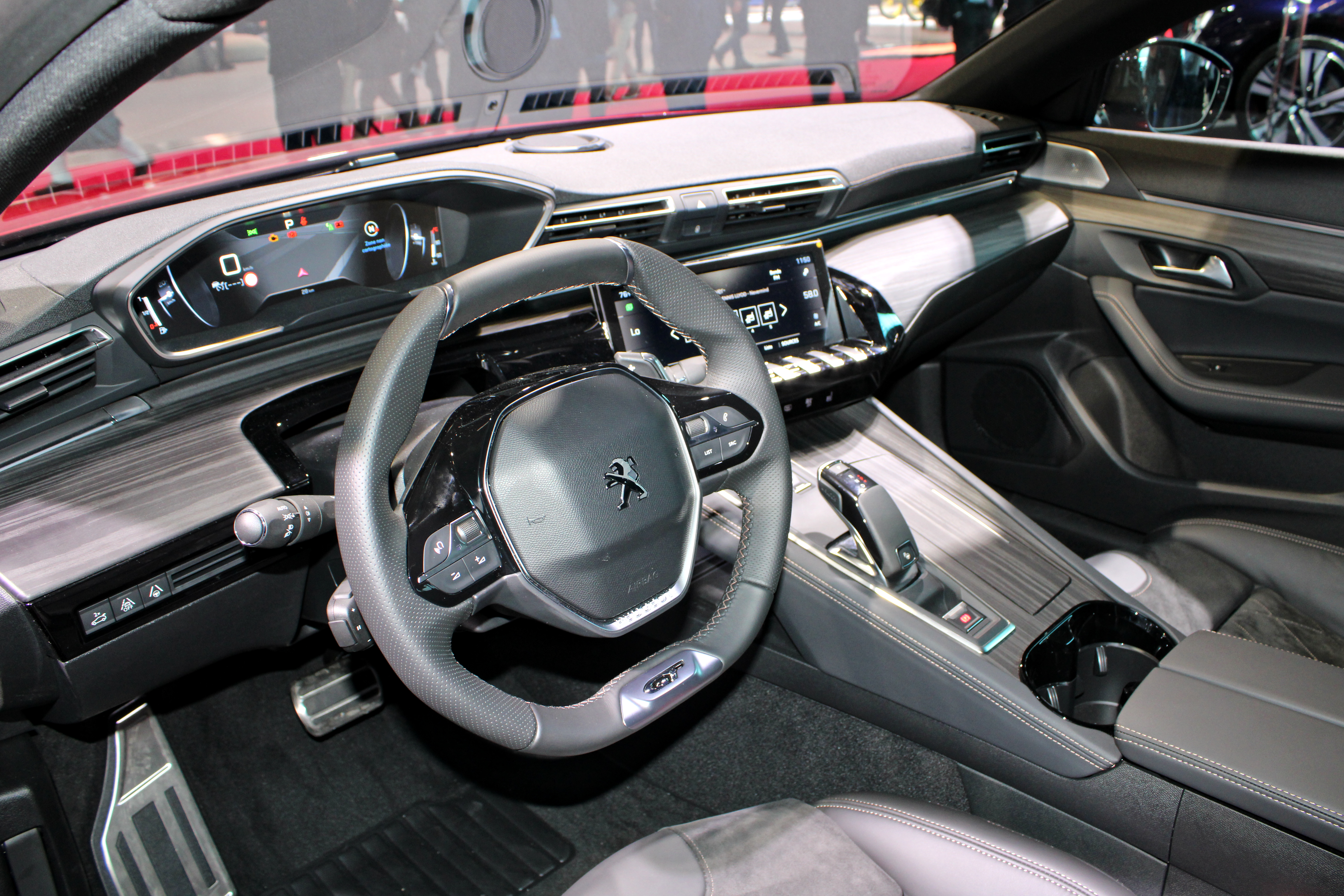
نمای داخلی